# Семёнов, Александр Викторович
Александр Викторович Семёнов (род. 8 февраля 1982 года) — казахстанский профессиональный хоккеист.

## Карьера
Александр Семёнов — воспитанник усть-каменогорской школы хоккея.
В высшей лиге чемпионата России (второй по силе дивизион) провёл 175 игр, набрав 45+62 очка по системе «гол + пас» . В первой лиге чемпионата России провёл 95 игр, набрав 41+45 очков. В чемпионате Казахстана провёл 260 игр, набрав 63+105 очков.
В ВХЛ провёл 11 игр, отметившись двумя результативными передачами.
Был постоянным игроком сборных. В 1999 и 2000 годах играл в юношеской сборной. В 2001 и 2002 годах играл в молодёжной сборной. На чемпионате мира 2003 года выступал за главную сборную Казахстана.